# Teun Beijnen
Teun Beijnen   (Neerijnen, 13 de juny de 1899 - Buren, 13 de juliol de 1949) fou un remer neerlandès que va competir durant la dècada de 1920.
El 1924 va prendre part en els Jocs Olímpics de París, on disputà la prova del dos sense timoner del programa de rem. Formant parella amb Willy Rösingh guanyà la medalla d'or. Quatre anys més tard, als Jocs d'Amsterdam, quedà eliminat en sèries de la prova de vuit amb timoner.